# جعفريان
جعفريان هي قرية في مقاطعة أرومية، إيران. عدد سكان هذه القرية هو 169 في سنة 2006.